# Erromenus punctulatus
Erromenus punctulatus är en stekelart som beskrevs av Holmgren 1857. Erromenus punctulatus ingår i släktet Erromenus och familjen brokparasitsteklar. Arten är reproducerande i Sverige. Utöver nominatformen finns också underarten E. p. fuscatus.